# Maxi-procès de Palerme
 (mars 2023).
 (mars 2023).

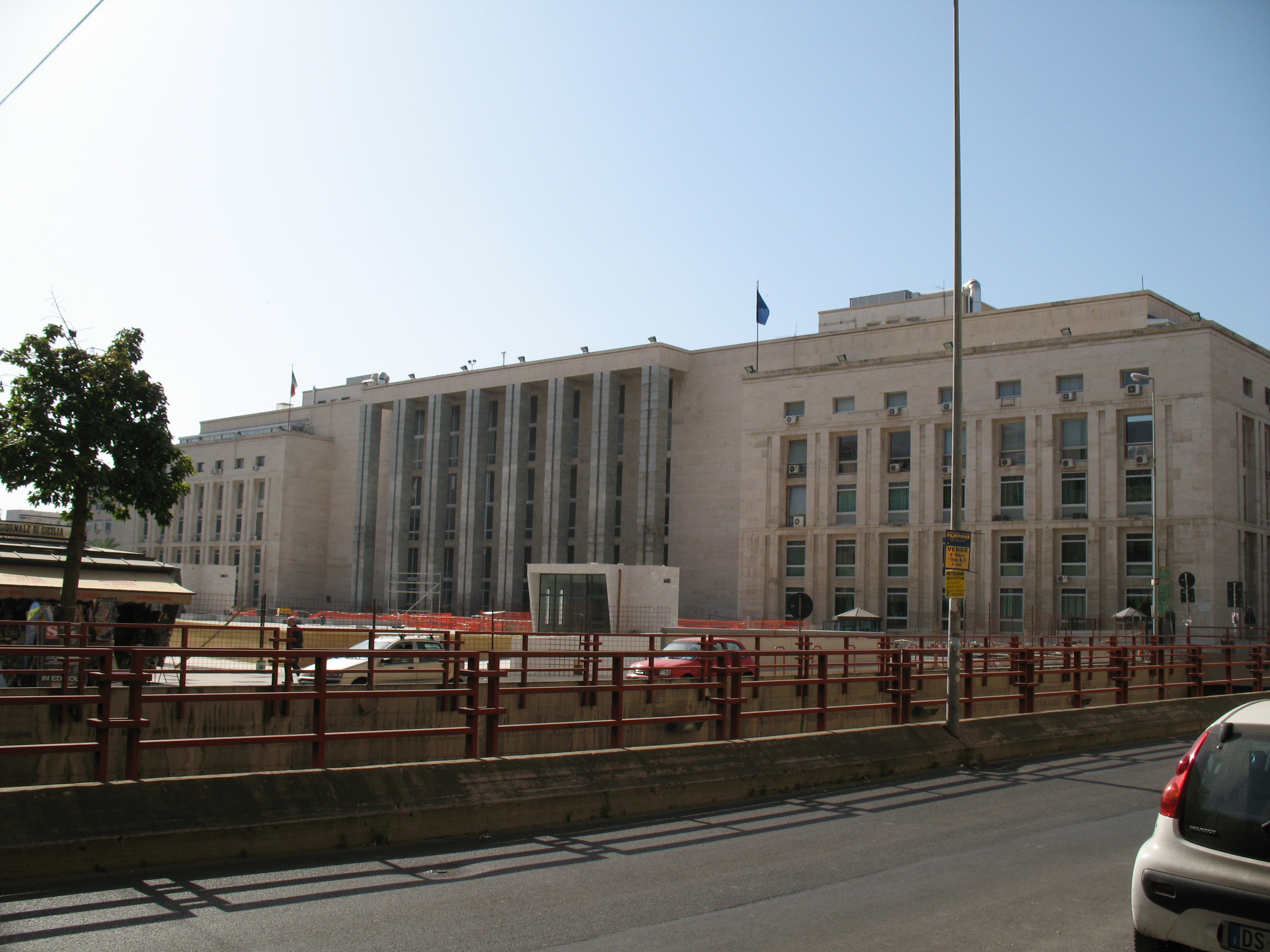
Palais de Justice de Palerme

Le maxi-procès (en italien Maxiprocesso) est un procès qui s'est tenu à Palerme en Sicile de février 1986 à décembre 1987, au cours duquel 475 accusés ont été jugés pour de nombreux crimes liés aux activités de la Mafia. Le succès du procès , avec notamment le témoignage de l'ancien chef mafieux repenti Tommaso Buscetta a incité d'autres membres de la Mafia à témoigner contre leurs anciens associés et permis de démanteler de nombreux réseaux de trafic de drogue, tout en portant préjudice aix relations entre les familles mafieuses siciliennes et américaines.

## Contexte
L'existence des crimes de la Mafia a longtemps été niée ou minimisée par de nombreux représentants des autorités, malgré les preuves de ses activités criminelles remontant au XIXe siècle. Cela s'explique en partie par les trois méthodes particulières utilisées par la Mafia pour bénéficier d'une quasi-immunité et tenir les enquêtes à distance : acheter les gens importants, éliminer les auteurs de fuites réelles ou supposées au sein de sa propre organisation, et menacer voire tuer les personnes représentant une menace (juges, avocats, témoins, politiciens, journalistes, etc.). Ce n'est qu'en 1980 que le député communiste sicilien Pio La Torre propose que l'appartenance à la Mafia devienne un crime en soi. Cette loi est promulguée deux ans plus tard, après l'assassinat de La Torre.
Au début des années 1980, la seconde guerre de la Mafia fait rage, et le chef du clan des Corléonais, Salvatore Riina, fait décimer les autres familles mafieuses. Des centaines de personnes sont assassinées, y compris des membres des forces de l'ordre, dont le général Carlo Alberto Dalla Chiesa, chef de l'anti-terrorisme et auteur de l'arrestation des fondateurs des Brigades rouges en 1974. L'exaspération croissante de l'opinion publique face à cette vague de meurtres pousse des magistrats tels que Giovanni Falcone et Paolo Borsellino à tenter de porter des coups sévères à l'omniprésente organisation criminelle sur l'île. 
La préparation du maxi-procès a été réalisée avec l'enquête préliminaire du pôle (ou pool) de magistrats antimafia de Palerme, créé par le juge Rocco Chinnici et comprenant les juges Falcone, Gioacchino Natoli, Borsellino, Giuseppe Di Lello et Leonardo Guarnotta. Après le meurtre de Chinnici en juillet 1983, son successeur, Antonino Caponetto prend la tête du pool. Le pool antimafia était un groupe de juges d'instruction travaillant ensemble étroitement et partageant entre eux des informations sur des affaires liées, pour éviter qu'une unique personne ne soit le seul détenteur d'informations sur un cas particulier et ne devienne de ce fait une cible solitaire.

## Le tribunal et les accusés
Jamais auparavant, dans l'histoire de la Mafia, on n'avait vu autant de mafiosi être jugés en même temps. 474 accusés étaient ainsi inculpés, dont 119 jugés toutefois par contumace, puisque toujours en cavale, y compris le chef Salvatore Riina. Luciano Liggio, prédécesseur de Riina figurait parmi les accusés présents et ce sans l'appui d'un avocat, plaidant lui-même sa cause. Parmi les prévenus figuraient aussi Pippo Calò et Michele Greco, l'oncle du redoutable tueur Pino Greco. 
Le maxi-procès s'est déroulé à l'intérieur de l'enceinte de la prison d'Ucciardone, à Palerme (prison dans laquelle fut jouée la pièce I mafiusi di la Vicaria, Les mafieux de la prison de la Vicaria, de Giuseppe Rizzotto (it) à partir de 1863, titre à l'origine du terme mafia), dans un bunker spécialement conçu et construit pour cette occasion. C'était un vaste bâtiment de forme octogonale en béton armé, capable de résister à des attaques de roquettes et muni d'un système de défense antiaérienne. À l'intérieur, il y avait des cages construites le long des murs verts, dans lesquelles étaient installés les accusés en grands groupes. Dans cette structure, outre le personnel judiciaire et les accusés, se trouvaient plusieurs centaines de journalistes ainsi que des carabiniers armés de mitraillettes.

## Le procès
Après plusieurs années de préparation, le procès démarre le 10 février 1986. Le président du tribunal est le juge Alfonso Giordano, assisté par deux autres juges, susceptibles de le remplacer s'il lui arrivait un malheur avant la fin de ce procès que l'on imaginait très long. Les charges retenues contre les accusés portent sur 120 meurtres, du trafic de drogue, des extorsions de fonds ; et, pour la première fois, en application de la loi La Torre, l'appartenance à la Mafia constitue également un chef d'accusation (crime de conspiration mafieuse). 
Au cours du procès et après, le juge Giordano reçut de nombreux éloges pour la patience et l'équité dont il fit preuve, malgré l'énormité du dossier et le nombre impressionnant d'accusés. Ces derniers se livraient à des comportements perturbateurs, voire intimidateurs : l'un s'agrafa littéralement la bouche pour signifier son refus de parler, un autre feignit la folie en se mettant à crier et à se battre avec les gardes (malgré sa camisole de force), un autre encore menaça de se couper la gorge si l'une de ses déclarations n'était pas lue à la cour. 
Les témoignages les plus cruciaux provenaient pour la plupart du pentito (repenti) Tommaso Buscetta, un mafieux arrêté en 1982 au Brésil où il avait fui deux ans auparavant pour échapper à une peine de prison pour double meurtre. Il avait perdu de nombreux proches durant la guerre mafieuse, dont deux de ses fils, ainsi que de nombreux mafiosi alliés, tels que Stefano Bontade et Salvatore Inzerillo, et avait ainsi décidé de coopérer avec les juges siciliens. Le clan des Corléonais poursuivit la vendetta contre Buscetta en tuant encore d'autres de ses proches. Témoigner contre les Corléonais était le seul moyen qu'il lui restait pour se venger des meurtres des membres de sa famille et de ses amis.
Certains témoignages du repenti Leonardo Vitale ont également été présentés de façon posthume. Bien que Buscetta soit généralement considéré comme le premier des pentiti (et il fut certainement le premier à être pris au sérieux), en 1973, Leonardo Vitale, alors âgé de 32 ans, s'était déjà livré à la police de Palerme pour se confesser sur son appartenance à la Mafia. Il avait avoué avoir commis de nombreux crimes pour elle, dont deux meurtres, et prétendait traverser une « crise spirituelle » et ressentir des remords. Toutefois, ses informations avaient été en grande partie ignorées à cause de son comportement étrange (l'homme pratiquait l'auto-mutilation comme forme de pénitence), ce qui le faisait considérer comme un malade mental, et ses confessions comme peu dignes d'intérêt. Les seuls mafiosi condamnés grâce à son témoignage avaient été Vitale lui-même et son oncle. Vitale avait été interné dans un asile psychiatrique et relâché en juin 1984, puis abattu six mois plus tard.
Plusieurs critiques ont été formulées à l'encontre du maxi-procès. Certains commentateurs ont suggéré que les accusés étaient les victimes d'une sorte de vendetta des juges. L'écrivain sicilien Leonardo Sciascia dit ainsi : « Il n'y a rien de mieux pour faire une bonne carrière dans la magistrature que de participer aux procès contre la Mafia. ». D'autres critiques estimaient que la parole des témoins (essentiellement celle de Buscetta) n'était pas un moyen fiable de juger d'autres personnes, étant donné qu'un informateur, même repenti, est toujours un ancien criminel, menteur et meurtrier, et pourrait modifier son témoignage en fonction de ses intérêts et de la volonté de se venger. Il a également été avancé qu'un procès aussi énorme, une tentative de « délivrer la justice en vrac », comme l'écrivit un journaliste, n'était pas le meilleur moyen de traiter chaque cas particulier. 
Les informations données par Buscetta aux juges Falcone et Borsellino étaient extrêmement importantes et ont été qualifiées de « Théorème de Buscetta », faisant de l'affirmation de l'existence d'une Mafia structurée le point central de cette affaire. Buscetta a donné à la justice une nouvelle compréhension du fonctionnement de la Mafia, structure hiérarchique unifiée dirigée par une commission, la Cupola, dont les chefs pouvaient commanditer des crimes sans se salir les mains. Ceux-ci, grâce à la révélation de leur rôle, peuvent désormais être condamnés pour les meurtres qu'ils ont ordonnés, mais pas exécutés. Il s'agit de la première fois qu'une instruction judiciaire juge la Mafia en tant qu'entité et non comme un ensemble de crimes particuliers.

## Les verdicts
Le procès se termine le 16 décembre 1987, un an et dix mois après son ouverture. L'énonciation des verdicts commence à 7 h 30 et dure une heure. Sur les 474 accusés, présents ou absents, 360 sont condamnés. Un total de 2 665 années de prison est distribué, sans compter les peines de prison à perpétuité prononcées à l'encontre de 19 des accusés, dont Michele Greco, Giuseppe Marchese, ainsi que les absents Salvatore Riina, Giuseppe Lucchese et Bernardo Provenzano. La justice ignorait que certains condamnés par contumace, comme Filippo Marchese, Rosario Riccobono et Giuseppe Greco, étaient tués au moment du verdict. Mario Prestifilippo était également jugé en son absence, mais fut abattu en pleine rue pendant le procès. 
114 accusés sont acquittés, dont Luciano Leggio, déjà en prison, qui était accusé d'avoir dirigé la famille mafieuse de Corleone depuis sa cellule, et d'avoir ordonné le meurtre de Cesare Terranova, juge qui l'avait condamné en 1970. Le jury a statué dans son cas qu'il n'y avait pas assez de preuves. Cela ne change pas grand-chose pour Leggio, déjà condamné à perpétuité, qui mourra en prison six ans plus tard. Le nombre significatif d'acquittés fait taire certaines voix critiques qui dénonçaient un procès-spectacle, où il était prévu que tout le monde serait condamné. Parmi les acquittés, 18 furent assassinés plus tard par la Mafia, dont Antoninio Ciulla, abattu une heure après sa libération, alors qu'il se rendait en voiture à une fête donnée en son honneur.

## Les appels
Le maxi-procès fut considéré par la plupart comme un succès. Toutefois, la procédure d'appel fut vite lancée, ce qui entraîna de nombreuses relaxes pour vice de procédure. La plupart de ces relaxes sont dues à Corrado Carnevale, un juge suspecté d'être corrompu par la Mafia, qui avait le contrôle de la plupart de ces procédures d'appel grâce à l'intervention de Salvatore Lima, politicien notoirement lié à la Mafia. Carnevale fut ainsi surnommé l'Ammazza-Sentenze (le tueur de sentences). Par exemple, à cause d'écoutes téléphoniques présentées comme preuves, où les stupéfiants étaient désignés de manière évidente par des références codées (« chemises », « costumes »), le juge rejeta certaines condamnations pour trafic de drogue, quand bien même il était bien connu que ces mots étaient employés par les trafiquants. Il relâcha également un mafioso condamné pour meurtre, pour raisons médicales. Bien que censé être à l'article de la mort, ce dernier fuya immédiatement au Brésil avec sa famille et sa fortune. En 1989, seuls 60 accusés restaient derrière les barreaux, et, pour nombre d'entre eux, dans des conditions accommodantes ; certains bénéficient même d'un traitement agréable dans les hôpitaux pénitentiaires, où ils simulent la maladie. Un mafioso condamné disposait pour lui-même d'une partie d'une clinique privée et avait du personnel à son service, étant supposé souffrir d'une tumeur au cerveau, qui curieusement ne présentait aucun symptôme. 
Les juges Falcone et Borsellino se plaignirent de cette situation, mais eurent du mal à se faire entendre, l'élan antimafia de l'État étant alors retombé. Un informateur raconta plus tard que la Mafia avait toléré le maxi-procès, car elle considérait que ceux qui seraient condamnés seraient relâchés une fois que l'intérêt du public pour cet événement se serait tari, et qu'elle pourrait poursuivre ses affaires. Pendant un temps, il put sembler que cette analyse était exacte.

## Le rejet des appels et l'assassinat des juges
En janvier 1992, cependant, les juges Falcone et Borsellino parvinrent à être chargés des prochaines procédures d'appel du maxi-procès. Alors, ils rejetèrent non seulement plusieurs appels, mais, de plus, remirent en question plusieurs de ceux déjà examinés. Ils annulèrent ainsi l'acquittement en appel de nombreux mafieux qui étaient sortis de prison et les emprisonnèrent à perpétuité. Ces nouvelles condamnations furent confirmées par la Cour de cassation italienne. Ceci, évidemment, provoqua la colère des chefs de la Mafia, en particulier Salvatore Riina, qui avait espéré, pendant sa cavale, que sa perpétuité pour meurtre serait annulée et qu'il pourrait se montrer au grand jour pour jouir de son immense fortune.
Durant l'été 1992, Falcone et Borsellino furent assassinés dans deux spectaculaires attentats à la bombe. Le choc et la consternation de l'opinion publique furent immenses. La colère des citoyens se tourna vers les mafieux, mais également vers l'État italien, accusé de ne pas avoir assez protégé les juges. Ce dernier déclencha alors une importante répression antimafia, qui affaiblit sérieusement l'organisation criminelle. Salvatore Riina fut arrêté début 1993, ainsi que d'autres mafiosi comme Giovanni Brusca, auteur de l'attentat contre Falcone. Corrado Carnevale, le juge tueur de sentences, fut limogé puis emprisonné à cause de ses liens avec la Mafia. Il fut néanmoins acquitté par la Cour de cassation le 30 octobre 2002 et réintégré dans la magistrature en 2007. L'homme politique Salvatore Lima aurait probablement connu un sort similaire, mais il fut assassiné par la Mafia en 1992, pour ne pas avoir été capable d'éviter le rejet des appels.
Pour savoir si le maxi-procès a été un succès, il faut s'intéresser à ses conséquences. La première percée du procès, dès son commencement, fut le décryptage de l'organisation de la Mafia ; puis, conséquemment, le fait de la considérer et de la juger comme telle au lieu de s'attaquer individuellement à une multitude de criminels. Cette approche avait déjà été adoptée aux États-Unis, via la loi RICO (Racketeer Influenced and Corrupt Organizations Act). Si certains commentateurs ont affirmé que les procédures d'appel corrompues avaient grandement défait le travail du procès, le Maxi-procès, bien que cela ait pris plusieurs années et coûté la vie à deux juges, a finalement déclenché une réaction en chaîne qui a causé un affaiblissement au moins temporaire de la Mafia, et permis de capturer plusieurs de ses responsables en cavale, comme Riina et Brusca.

## Culture populaire
Le maxi-procès a inspiré le film italien Le Traître (Il traditore), réalisé par Marco Bellocchio, sorti en 2019.